# بازارنيي سيزغان (ولجانوفسك)
بازارنيي سيزغان (بالروسية: Базарный Сызган) هي مدينة في مقاطعة أوليانوفسك أوبلاست في روسيا.
يبلغ عدد سكانها حوالي 5947 نسمة.